# Estabo
Estabo var före 2015 en av SCB avgränsad och namnsatt småort i Askersunds kommun, Örebro län, belägen i Lerbäcks socken strax söder om Åsbro. Småorten upphörde 2015 när området växte samman med bebyggelsen i Åsbro.